# Knaphoscheid
Knaphoscheid (Luxemburgs: Knapphouschent) is een plaats in de gemeente Wiltz en het kanton Wiltz in Luxemburg.
Knaphoscheid telt 171 inwoners (2001).
Knaphoscheid maakte deel uit van de gemeente Eschweiler totdat deze op 1 januari 2018 opging in de gemeente Wiltz.
Erpeldange · Eschweiler · Knaphoscheid · Niederwiltz · Roullingen · Selscheid · Weidingen · Wiltz

Luxemburgse gemeenten · Kanton Wiltz · Luxemburg